# 테르스헬링

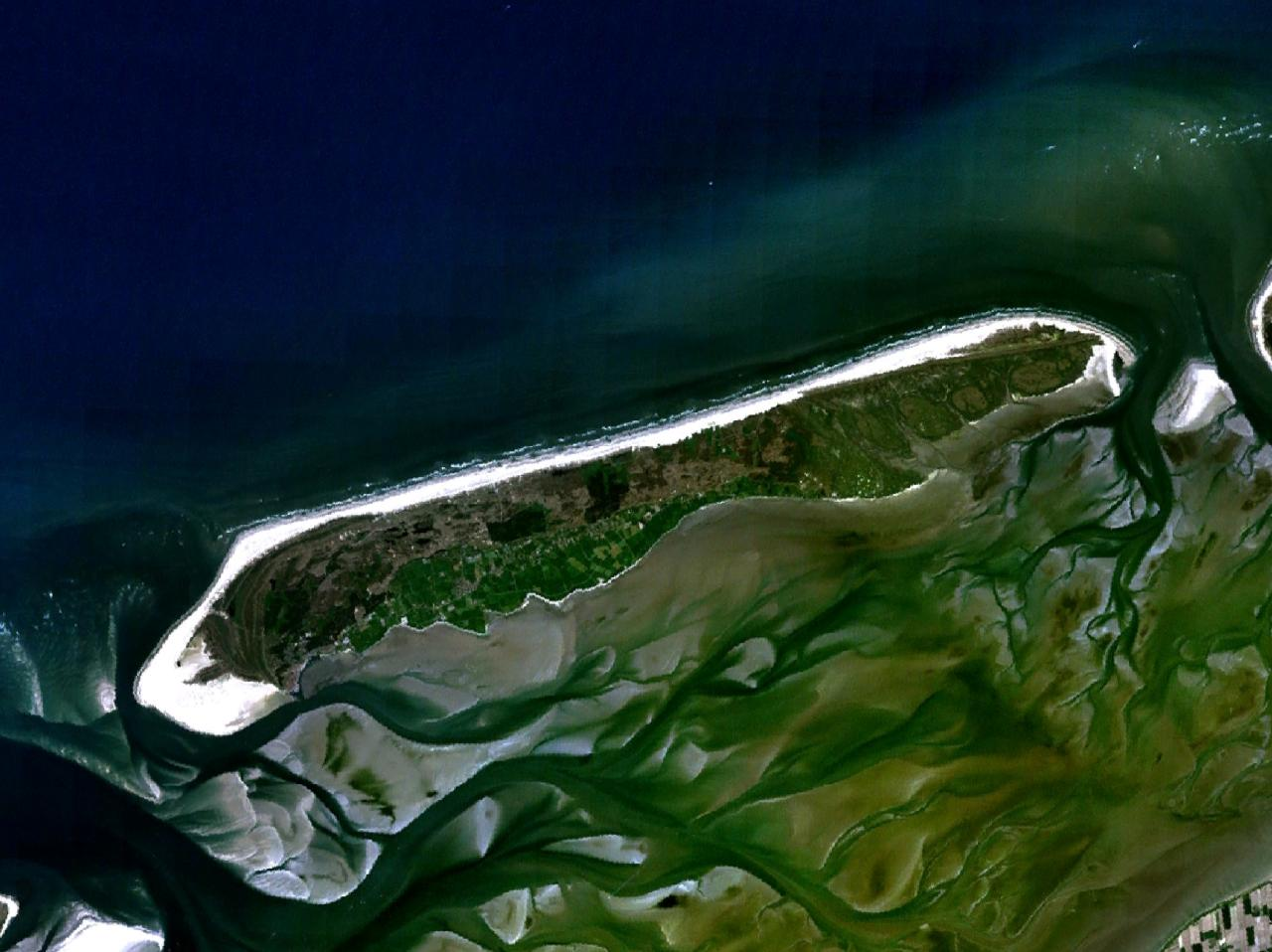
테르스헬링 위성 사진

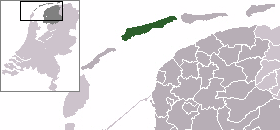
테르스헬링의 위치

테르스헬링(네덜란드어: Terschelling, 서프리슬란트어: Skylge)은 네덜란드 프리슬란트주의 도시로 면적은 673.99km2, 높이는 6m, 인구는 4,721명(2014년 5월 기준), 인구 밀도는 55명/km2이다.

시기
시 문장